# Metyloprednizolon
Metyloprednizolon – organiczny związek chemiczny, syntetyczny glikokortykosteroid o długotrwałym działaniu przeciwzapalnym i immunosupresyjnym.

## Mechanizm działania
Metyloprednizolon działa głównie wewnątrzkomórkowo na poziomie DNA, dlatego musi upłynąć pewien okres aby zaczął działać. Nie wpływa na przyczyny zapalenia. Jego działanie jest tylko objawowe. Zmniejsza gromadzenie leukocytów i ich adhezję do śródbłonka, hamuje proces fagocytozy i rozpad lizosomów. Zmniejsza liczbę limfocytów, eozynofili, monocytów. Blokuje wydzielanie histaminy i leukotrienów zależne od IgE. Hamuje syntezę i uwalnianie cytokin: interferonu gamma, interleukin IL-1, IL-2, IL-3, IL-6, TNF-α, GM-CSF. Hamuje aktywność fosfolipazy A2 – nie dopuszcza do uwalniania kwasu arachidonowego, a w konsekwencji do syntezy mediatorów zapalenia. Hamuje przepuszczalność naczyń kapilarnych, zmniejsza obrzęk.

## Wskazania
- choroby reumatyczne
- choroby układowe tkanki łącznej
- choroby alergiczne o ciężkim przebiegu:
  - astma oskrzelowa
  - atopowe zapalenie skóry
  - choroba posurowicza
  - odczyny polekowe
- choroby hematologiczne:
  - małopłytkowość
  - agranulocytoza
  - autoimmunologiczna niedokrwistość hemolityczna
  - ziarniniak limfatyczny
  - białaczka limfatyczna i białaczka szpikowa
- zespół nerczycowy
- sarkoidoza
- beryloza
- gruźlica płuc i opon mózgowo-rdzeniowych
- alergiczne zapalenie pęcherzyków płucnych
- zachłystowe zapalenie płuc
- zapalenie wątroby
- wrzodziejące zapalenie jelita grubego
- choroba Leśniowskiego-Crohna
- choroby dermatologiczne:
  - pęcherzyca
  - rumień wielopostaciowy
  - złuszczające zapalenie skóry
  - łojotokowe zapalenie skóry
  - łuszczyca
- ciężkie alergiczne i zapalne choroby oczu
- orbitopatia Gravesa
- leczenie immunosupresyjne po transplantacji narządów
- włośnica
- zaostrzenia stwardnienia rozsianego

Bursztynian metyloprednizolonu:
- wymioty spowodowane chemioterapią
- wstrząs
- obrzęk mózgu
- nieropne zapalenia tarczycy
- zespół ostrej niewydolności oddechowej

## Przeciwwskazania
- nadwrażliwość na lek
- grzybice narządowe
- 8 tygodni przed szczepieniami ochronnymi i 2 tygodnie po nich

Zachowanie ostrożności:
- czynna choroba wrzodowa żołądka i dwunastnicy
- zaawansowana osteoporoza
- czynna gruźlica
- choroby wirusowe:
  - opryszczka
  - półpasiec
  - ospa wietrzna
  - choroba Heinego-Medina
- stany psychotyczne
- zapalenie węzłów chłonnych po szczepieniu BCG
- jaskra
- pełzakowica
- cukrzyca
- nadciśnienie tętnicze
- marskość wątroby
- niewydolność nerek
- skłonność do zakrzepów

## Działania niepożądane
- krwawienia z przewodu pokarmowego
- zmniejszona tolerancja glukozy
- większa podatność na zakażenia
- zespół Cushinga – twarz „księżyca w pełni”
- sylwetka cushingoidalna
- osłabienie siły mięśniowej
- osteoporoza
- nadciśnienie tętnicze
- hiperglikemia
- zaburzenia miesiączkowania
- hirsutyzm
- impotencja
- rozstępy skórne
- trądzik
- wylewy krwawe
- opóźnienie gojenia ran
- jaskra
- zaćma
- depresja
- euforia
- choroba wrzodowa
- zapalenie trzustki
- aseptyczne zapalenie kości
- obrzęki
- hipokaliemia
- zanik kory nadnerczy
- zakrzepica
- zaburzenia immunologiczne
- zapalenie naczyń
- zahamowanie wzrostu u dzieci
- przy szybkim podaniu bursztynianiu metyloprednizolonu:
  - zaburzenia rytmu serca
  - zapaść
  - zatrzymanie akcji serca

## Dawkowanie

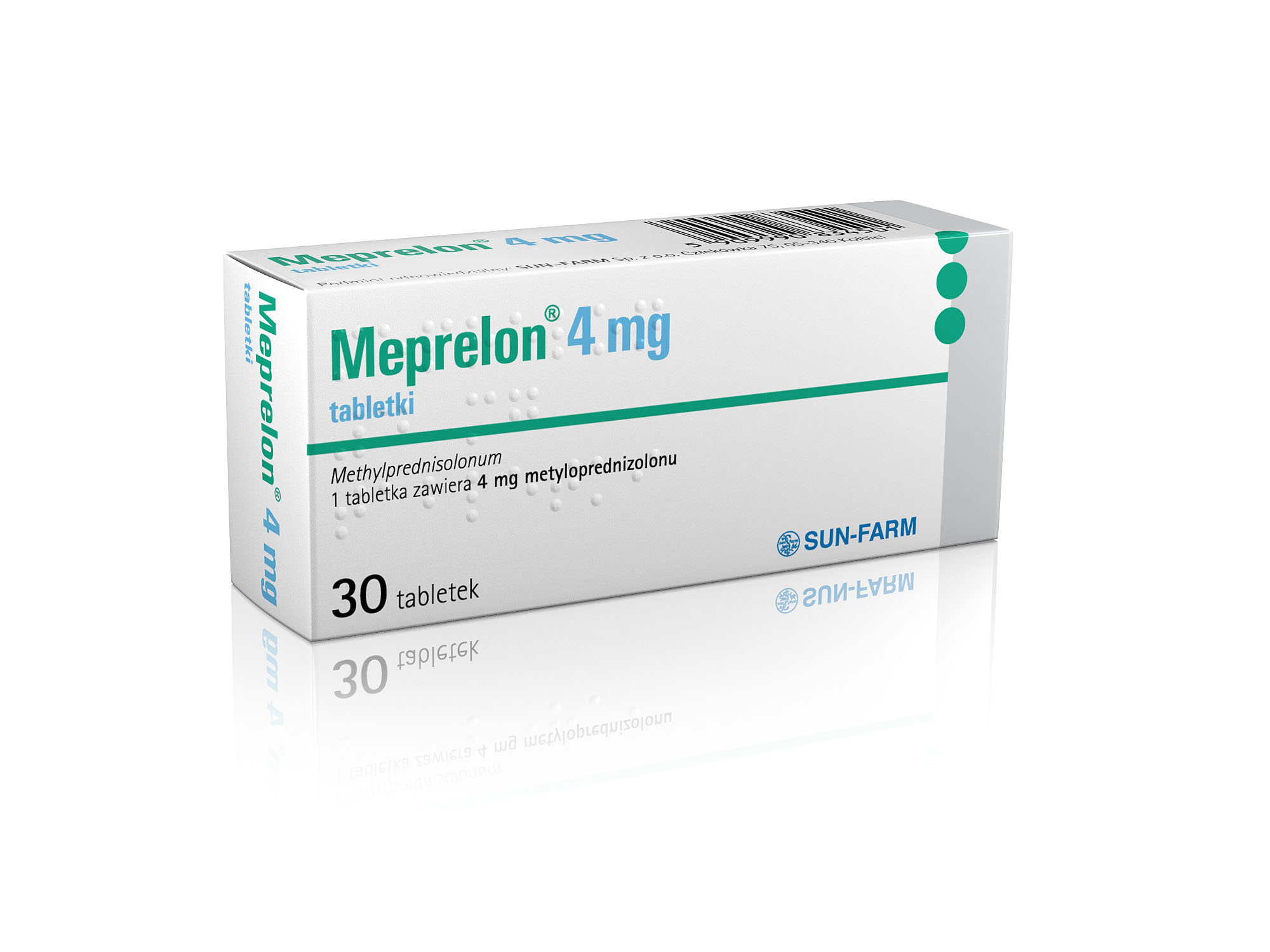
Opakowanie metyloprednizolonu

Według zaleceń lekarza.

## Preparaty
Preparaty proste:
- Advantan
- Depo-Medrol
- Medrol
- Meprelon
- Metypred
- Solu-Medrol

Preparaty złożone:
- Depo-Medrol z lidokainą